# Ozarba reussi
Ozarba reussi là một loài bướm đêm trong họ Noctuidae.